# Ilja Zaragatski
Ilja Zaragatski (russisch Илья Владимирович Зарагацкий ‚Ilja Wladimirowitsch Saragazki‘; * 26. September 1985 in Leningrad) ist ein deutscher Schachspieler russischer Herkunft. Er trägt den Titel Großmeister.

## Leben
Ilja Zaragatski wurde 1985 im damaligen Leningrad (heute Sankt Petersburg) geboren und erlernte im Alter von vier Jahren von seinem Vater das Schachspielen. Als er sieben Jahre alt war, emigrierte seine Familie nach Deutschland und Zaragatski wuchs in Mönchengladbach auf, wo er 2004 das Abitur am Hugo-Junkers-Gymnasium machte. Er studierte danach zuerst Sozialpsychologie und Philosophie an der Ruhr-Universität Bochum und wechselte 2006 zu einem Studium der Volkswirtschaftslehre und Soziologie an der Universität zu Köln. Er war Geschäftsführer der cisha GmbH, einer Hamburger Firma, die für die Schachseite chess24 verantwortlich ist.
Zaragatskis Vorname wurde der deutschen Schreibweise angepasst, beim Nachname jedoch die englische Schreibweise gewählt. Daher wird der Nachname meist „Tsaragatski“ ausgesprochen, obwohl das russische Original „Зарагацкий“ richtig „Saragazkij“ ausgesprochen wird.

## Erfolge

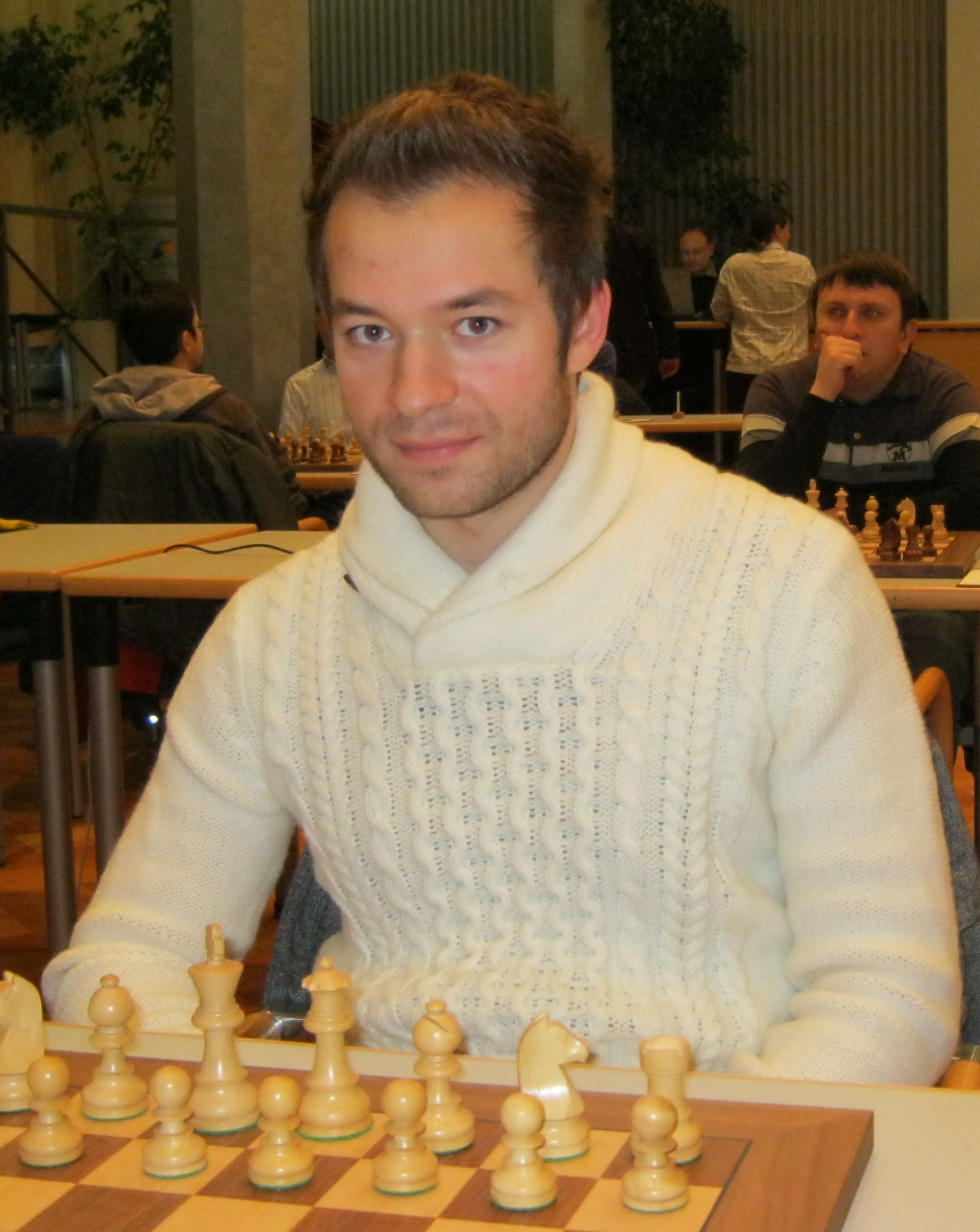
Ilja Zaragatski, 2010

### Turniere
Am Jugend-Mitropa-Cup, der damals noch ein geschlossener neunrundiger Einzelwettbewerb war, nahm der in Mönchengladbach aufgewachsene Ilja Zaragatski für Deutschland 2001 im italienischen Saint-Vincent teil; er wurde dort Siebter von zehn Teilnehmern. Im Mai 2002 gewann er in Winterberg die deutsche U18-Einzelmeisterschaft vor Arik Braun. Für die deutsche U18-Nationalmannschaft nahm er an den Europameisterschaften 2001, 2002 und 2003 teil, die alle im ungarischen Balatonlelle stattfanden, wobei sein größter Erfolg dort ein dritter Platz mit der Mannschaft 2002 war sowie eine individuelle Bronzemedaille für sein Ergebnis von 3,5 Punkten aus sechs Partien am zweiten Brett 2003. Als Einzelspieler nahm er an mehreren Jugendweltmeisterschaften und Jugendeuropameisterschaften teil.

### Vereine

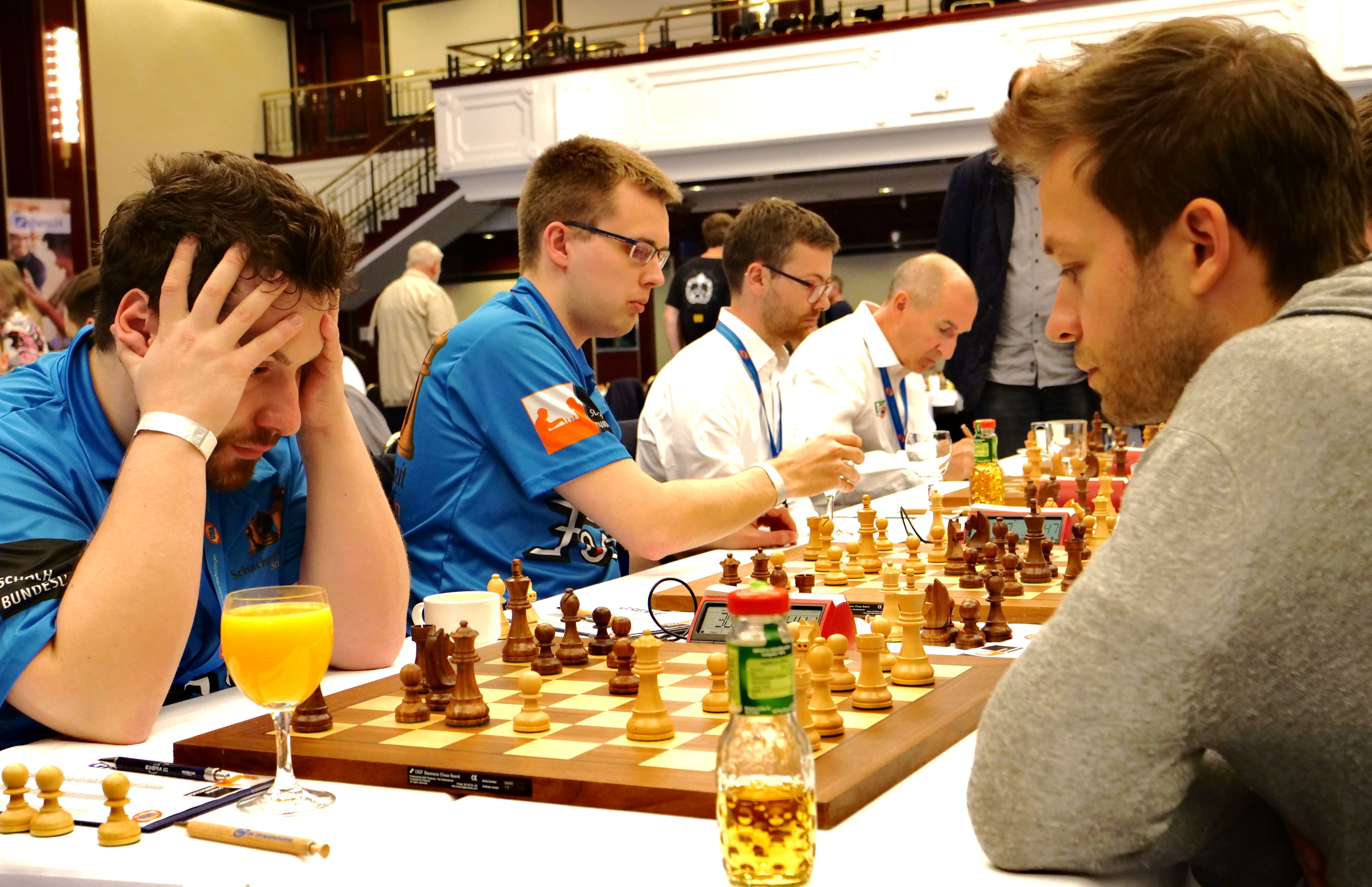
Für Aachen bei der Partie gegen Borki Predojević in der Bundesliga-Endrunde 2018 in Berlin (dazwischen von li. Mads Andersen, sowie für den USV TU Dresden Paul Hoffmann und Gernot Gauglitz)

Vereinsschach spielte er bei der SG Bochum 31 in der 2. Bundesliga West, mit der er in seiner Jugendzeit viermal die deutsche Jugendmannschaftsmeisterschaft gewinnen konnte. Zur Schachbundesligasaison 2009/10 wechselte Zaragatski zu den Sportfreunden Katernberg, mit denen er zunächst in der 1. Bundesliga, in der Saison 2015/16 in der 2. Bundesliga spielte. In den Saisons 2016/17 und 2017/18 spielte er mit dem DJK Aufwärts St. Josef Aachen in der 1. Bundesliga, in der Saison 2019/21 mit dem SC Viernheim.
In Belgien spielte Zaragatski bis 2006 für den KSK 47 Eynatten, mit dem er 2005 belgischer Mannschaftsmeister wurde, danach bis 2008 für Namur, mit dem er am European Club Cup 2007 in Kemer teilnahm, und ab der Saison 2008/09 für Amay (seit 2018 L’Echiquier Mosan), mit dem er bei den European Club Cups 2010 in Plowdiw und 2013 auf Rhodos spielte sowie 2015 belgischer Mannschaftsmeister wurde. In der höchsten niederländischen Liga spielte er zum ersten Mal in der Saison 2003/04 für das BIS Beamer Team, dann erst wieder ab 2007/08 für Homburg Apeldoorn (ab 2011/12 Accres Apeldoorn). Von der Saison 2015/16 bis zur Saison 2017/18 spielte er für SISSA Groningen, in der Saison 2018/19 trat er für Zuid-Limburg an, in der Saison 2019/20 für die Bussums Schaakgenootschap. In Frankreich spielte Zaragatski für die zweite Mannschaft von Vandoeuvre. Von der Saison 2009/10 bis zur Saison 2011/12 war er auch in der Luxemburger Mannschaftsmeisterschaft für Le Cavalier Differdange aktiv, seit der Saison 2012/13 in Österreich für den SK Advisory Invest Baden und seit der Saison 2013/14 in der britischen Four Nations Chess League (4NCL) für Cheddleton.

### Titel
Im September 2007 verlieh ihm die FIDE den Titel Internationaler Meister; die hierzu erforderlichen Normen hierfür erzielte er im März 2005 beim 21. Internationalen Schachfestival in Bad Wörishofen mit einer Normübererfüllung von 6,5 Punkten aus neun Partien, im April 2006 beim 10. Internationalen Neckar-Open  in Deizisau mit einer Normübererfüllung von 6,5 Punkten aus neun Partien und in der belgischen 1. Liga in der Saison 2006/07 (Oktober 2006 bis März 2007) mit einer Normübererfüllung von 8,5 Punkten aus zehn Partien. Im Oktober 2013 wurde ihm dann der Großmeister-Titel verliehen; die entsprechenden Normen erwarb er mit seinem dritten Platz im August 2010 beim Open in Vlissingen sowie bei den Neckar-Opens 2009 und 2013.
Seine höchste Elo-Zahl lag bei 2522 im Oktober 2020. Damit lag er auf dem 34. Platz der deutschen Elo-Rangliste.